# Фольмерсгайн
Фольмерсгайн (нім. Vollmershain) — громада в Німеччині, розташована в землі Тюрингія. Входить до складу району Альтенбургер-Ланд. Складова частина об'єднання громад Оберес-Шпроттенталь.
Площа — 5,00 км2. Населення становить 313 ос. (станом на 31 грудня 2021).

## Галерея

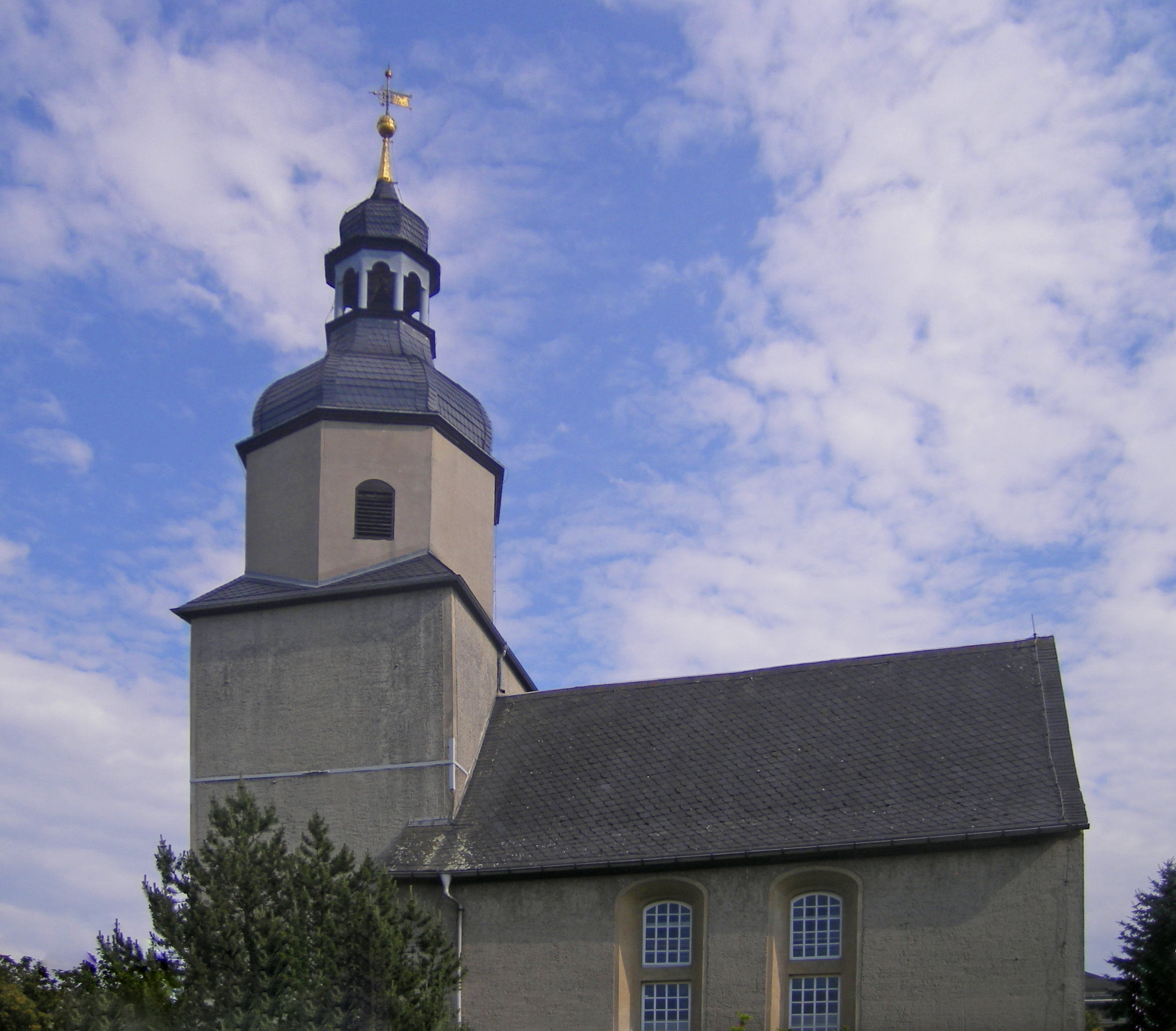